# Il Romanista
Il Romanista è un quotidiano sportivo con sede a Roma, l'unico al mondo dedicato a una squadra di calcio. Il giornale, dedicato alla società calcistica Roma, nacque nell'estate del 2004, con il primo numero uscito in edicola il 10 settembre dello stesso anno. Le pubblicazioni sono durate fino all'agosto 2014 (dopo una pausa tra il marzo e il dicembre 2009) e sono riprese il 15 settembre 2017. Lo slogan è "Il quotidiano dei tifosi più tifosi al mondo".
La testata presenta un totale di quindici rubriche, tra cui "Cogito Ergo Sud" a cura del direttore Tonino Cagnucci, "Techetechetè" scritta da Piero Torri e cinque dedicate ai tifosi romanisti ("Curva Paradiso", "Sempre più Sud", "Prospettiva Romanista" e "Il giro del mondo in 80 club"). Oltre a occuparsi del club capitolino, Il Romanista si occupa di argomenti inerenti alla città eterna come l'abbandono di Campo Testaccio o le condizioni di Tor di Valle. Il periodico è stato il primo a parlare dei fatti di Calciopoli e ha seguito da vicino la trattativa tra George Soros e la Roma.

## Storia

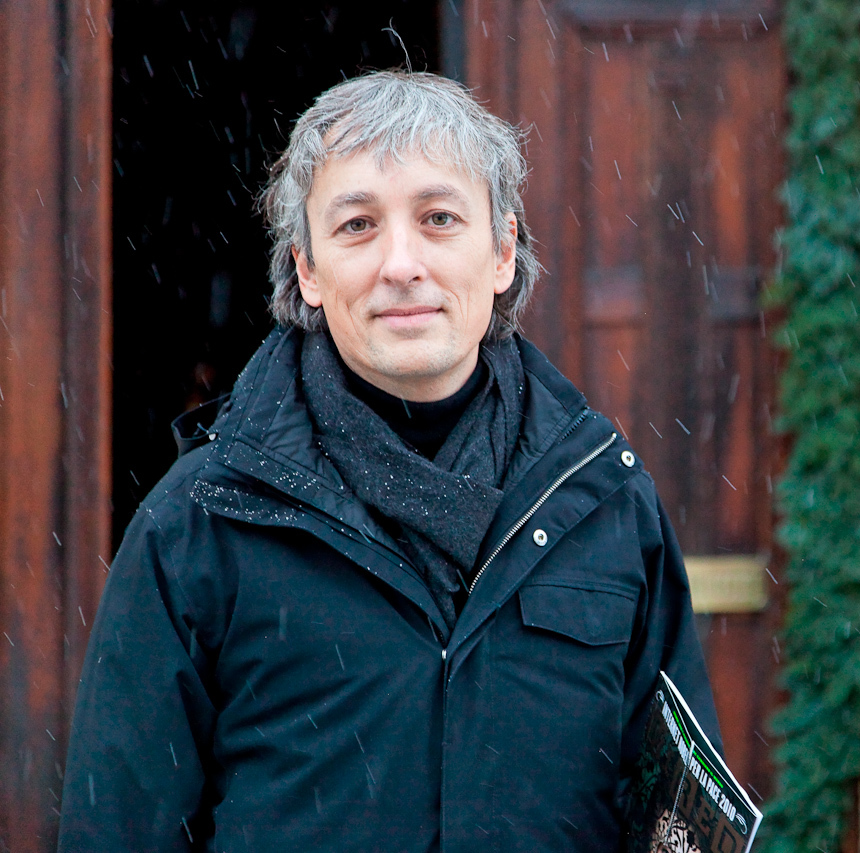
Riccardo Luna

Il Romanista è stato fondato nell'estate del 2004 dall'allora direttore Riccardo Luna e una cinquantina di altri soci in seguito alla formazione della cooperativa di giornalisti "I Romanisti". Negli anni 2000 il periodico si è distinto per essere stato il primo a parlare dei fatti di Calciopoli intervistando anche alcuni dei personaggi chiave come Francesco Saverio Borrelli. Nel 2008 Stefano Pacifici è seguito a Luna alla direzione del giornale e in questo periodo Il Romanista ha seguito la trattativa tra George Soros e la Roma. Nel 2009 la testata ha iniziato ad avere difficoltà dal punto di vista finanziario dal 2009 a causa del mancato arrivo dei contributi pubblici, interrompendo le pubblicazioni dal marzo 2009 al dicembre dello stesso anno; in seguito l'associazione "Amici del Romanista" ha sostenuto pecuniariamente la testata, permettendone la sopravvivenza. In questi anni ci sono state opere di beneficenza come la raccolta fondi per un'ambulanza intitolata a Luisa Petrucci, storica tifosa romanista, e la ristrutturazione della palestra del carcere Rebibbia. Il 6 marzo 2010 Carmine Fotia è diventato il nuovo direttore, rimanendo in carica fino all'agosto del 2014, quando la testata ha sospeso nuovamente le pubblicazioni.
Il 15 settembre 2017 Il Romanista è ritornato in edicola sotto la guida di Tonino Cagnucci. Nel nuovo corso da segnalare l'invio di una lettera in lingua catalana il 20 marzo 2018 al presidente del Barcellona Josep Maria Bartomeu per fare abbassare il prezzo dei biglietti del settore ospiti in occasione della partita di UEFA Champions League Barcellona-Roma, alla quale è seguita una risposta negativa da parte di Bartomeu. Il 1º luglio 2019 le uscite sono diventate in formato esclusivamente digitale, ad eccezione dei giorni successivi alle partite della Lupa quando è presente anche il formato cartaceo, mentre il 30 ottobre 2019 è stato pubblicato uno speciale documentario denominato "Fonseca story" nel quale viene descritta la storia dell'allenatore Paulo Fonseca.

## Variazioni dell'assetto proprietario
- Estate 2004 - Riccardo Luna, futuro direttore, e una cinquantina di altri soci in seguito alla fondazione della cooperativa di giornalisti "I Romanisti" fondano la testata.[6]
- Agosto 2014 - Il periodico sospende le pubblicazioni.[6]
- Settembre 2017 - Acquisto del marchio da parte della società "Iniziative Editoriali" e ripresa delle pubblicazioni.[18]

## Edizione cartacea e digitale

### Rubriche

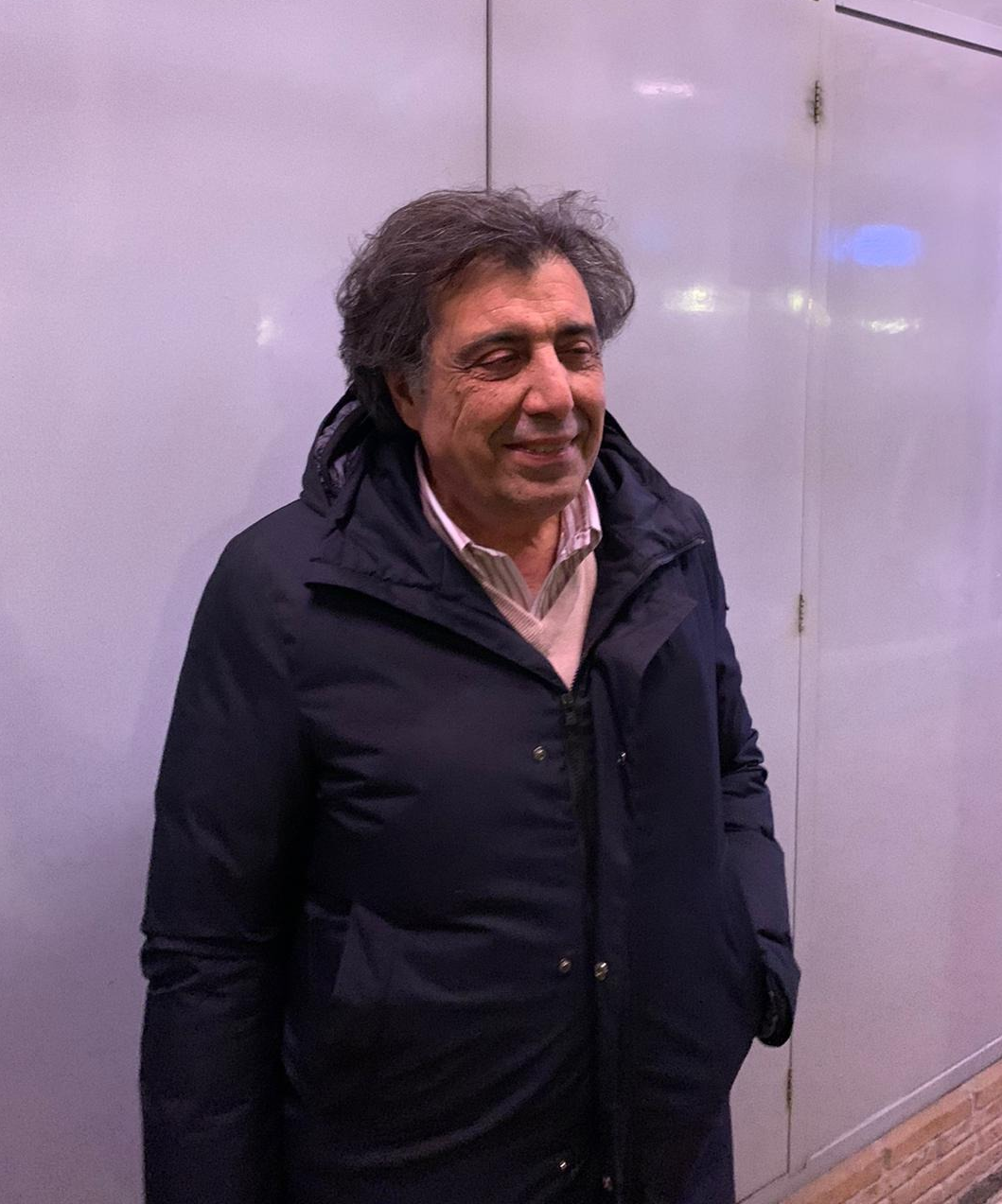
Piero Torri

- Cogito Ergo Sud: commenti a nome del direttore Tonino Cagnucci.[7]
- Totti days: articoli dedicati all'ex capitano Francesco Totti.[19]
- Techetechetè: commenti da parte di Piero Torri.[8]
- Settore ospiti: vengono descritti i tifosi di squadre avversarie.[20]
- I nostri gol: sono ricordati alcuni gol storici.[21]
- Curva Paradiso, Sempre più Sud, Prospettiva Romanista e Il giro del mondo in 80 club: vengono trattati alcuni aspetti del tifo romanista.[9][10][11][12]
- TatticaMente: sono presenti le analisi tattiche dei vari match.[22]
- Hall of Fame: dedicata alla Hall of Fame romanista,[23]
- Tribuna politica: viene trattato il rapporto tra la Roma e alcuni esponenti politici.[24]
- Centocittà: parla dei giocatori in prestito ad altre società.[25]
- Commenti: commenti dedicati a vari aspetti della Roma.[26]
- Inchieste: inchieste sulla Lupa o sulla città eterna.[27]

### Allegati e supplementi
- L'ultimo bacio: libro in cui si parla delle ultime due settimane alla Lupa dell'ex capitano romanista Daniele De Rossi.[28]

## Servizi multimediali

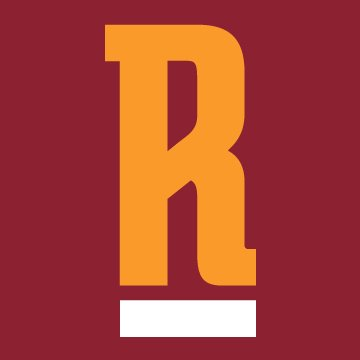
Il simbolo della App de Il Romanista

Il giornale romano ha pubblicato il proprio sito web il 1º settembre 2004, nove giorni prima dell'uscita del formato cartaceo: il lancio era stato annunciato su alcune copie promozionali de Il Romanista uscite nelle edicole romane il 22 luglio 2004. Il 1º luglio 2008 venne aperto su YouTube "Il Romanista TV", web tv ufficiale del periodico, mentre la App su iTunes è uscita il 29 luglio 2010. Le pubblicazioni sul sito e sull'App sono cessate momentaneamente il 6 agosto 2014 con la chiusura del periodico, mentre nel 2017 venne aperto "Il Romanista social network", servizio di rete sociale dedicato alla Roma, il quale tuttavia venne chiuso dopo pochi mesi.

## Direttori

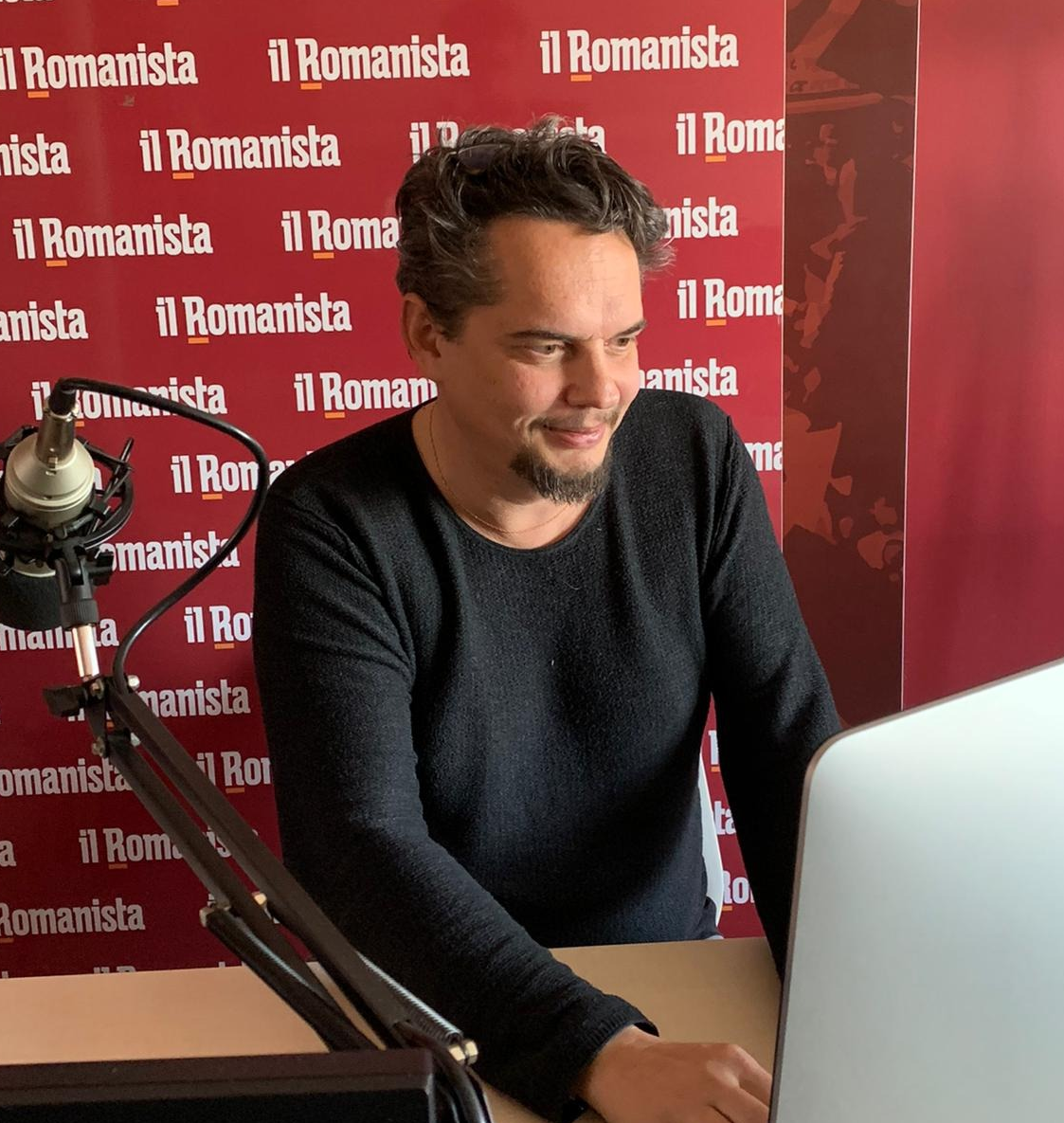
Tonino Cagnucci

Di seguito i direttori de Il Romanista.
- Riccardo Luna (10 settembre 2004 - 13 febbraio 2008)
- Stefano Pacifici (14 febbraio 2008 - 5 marzo 2010)
- Carmine Fotia (6 marzo 2010 - 6 agosto 2014)
- Tonino Cagnucci (15 settembre 2017 -)

## Sede
Di seguito le sedi de Il Romanista.

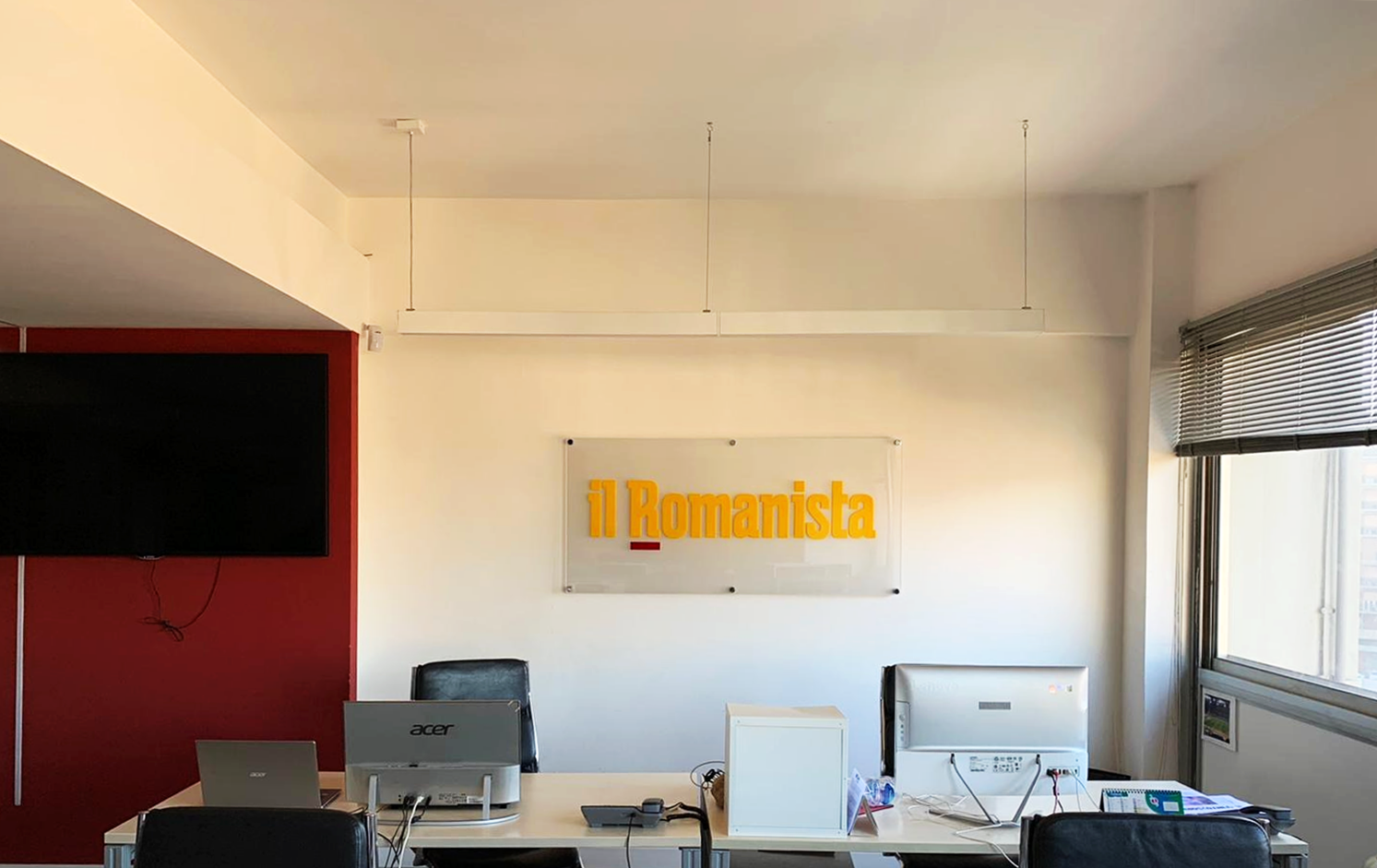
La sede in Via Angelo Bargoni

- Via Barberini, 11 (settembre 2004 - marzo 2011)
- Via Angelo Bargoni, 8 (marzo 2011 - agosto 2014, settembre 2017 -)

## Firme

### Vicedirettore

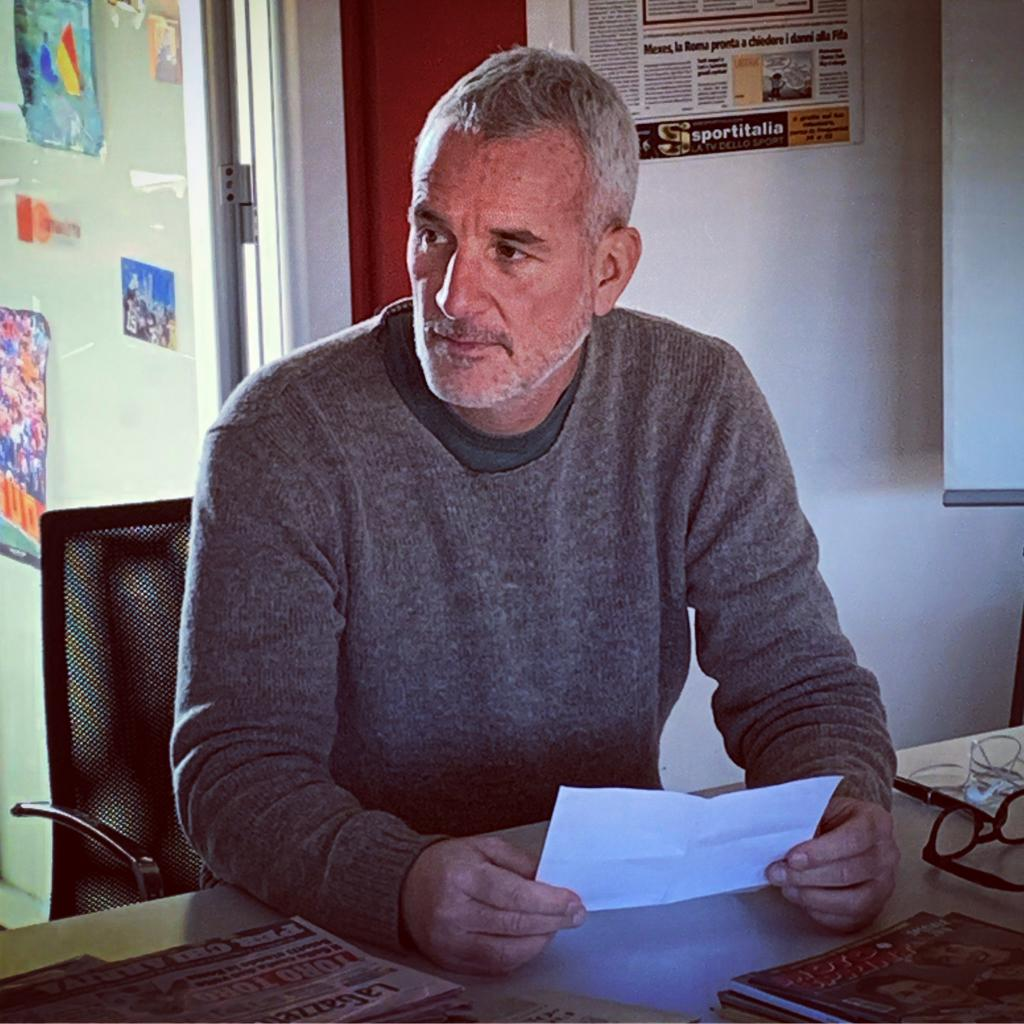
Daniele Lo Monaco

Di seguito il vicedirettore de Il Romanista.
- Daniele Lo Monaco

### Redattori
Di seguito i redattori de Il Romanista.
- Piero Torri
- Gabriele Fasan
- Fabrizio Pastore
- Francesco Oddi
- Stefano Pettoni
- Valerio Curcio
- Lorenzo Latini

## Firme del passato

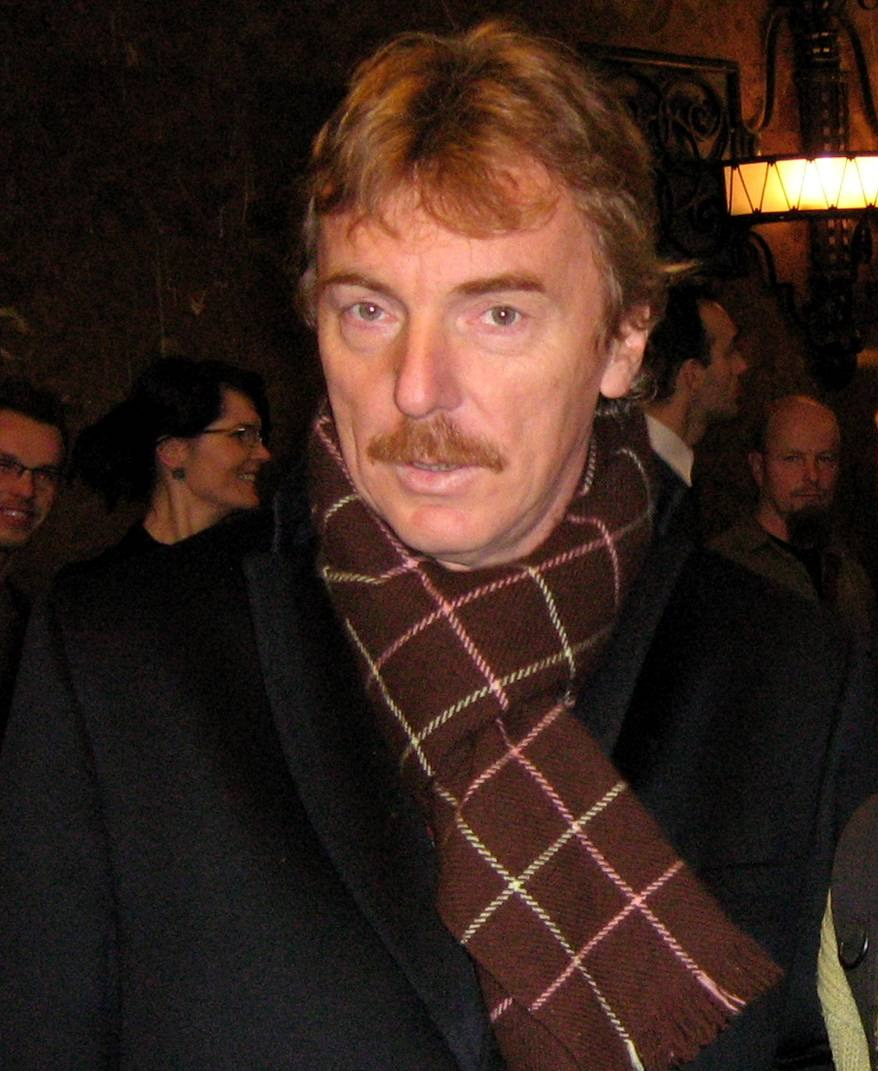
Zbigniew Boniek

Di seguito le firme del passato de Il Romanista.
- Carlo Zampa
- Zbigniew Boniek
- Stefano Romita
- Daniele Galli
- Daniele Giannini
- Alessio Nisi
- Luca Pelosi
- Chiara Zucchelli